# Parsonsia rotata
Parsonsia rotata là một loài thực vật có hoa trong họ La bố ma. Loài này được Maiden & Betche mô tả khoa học đầu tiên năm 1904.